# Gavatxa (manzana)
Gavatxa es el nombre de una variedad cultivar de manzano (Malus domestica) Esta manzana está cultivada en la colección de germoplasma de manzanas del CSIC, También está cultivada en la colección de germoplasma de peral y manzano en la "Finca de Gimenells de la Estación Experimental de Lérida - IRTA", así mismo también está cultivada en la colección particular de manzanas de Cataluña "El pomari de l'Emili". Esta manzana es originaria de la Comunidad autónoma de Cataluña, comarca de la Selva zona del Montseny, Gerona, donde tuvo su mejor época de cultivo comercial antes de la década de 1960.

## Sinónimos
- "Poma Gavatxa"
- "Manzana Gabacha",
- "Reineta Blanca del Canadá".[8]

## Historia
En la primera mitad del siglo XX, el Valle de Arbucias y Riells del Montseny era conocido como el valle de los manzanos. Se transportaban dentro de serones con camiones hasta Barcelona para venderlas. El espaciamiento en el tiempo de recogida de las diversas variedades de manzanos que aquí se cultivaban, permitía disponer de fruta durante más meses, con una buena conservación en el pajar se comían hasta el verano siguiente y se alimentaba el ganado con los excedentes. Era corriente ver los leñadores con el zurrón lleno de manzanas cuando se dirigían a trabajar al bosque.
'Gavatxa' es una variedad de manzana de Cataluña, cuyo cultivo conoció cierta expansión en el pasado, pero que a causa de su constante regresión en el cultivo comercial no conservaban apenas importancia y prácticamente habían desaparecido de las nuevas plantaciones en 1971. Así hay variedades tales como 'Camuesa de Llobregat' y 'Manyaga' que constituían en 1960 el 70% de la producción de manzana en la provincia de Barcelona y se encontraba la primera en otras nueve provincias y la segunda en seis y 'Normanda' que estaba muy difundida hasta 1960 entre los viveristas de Aragón (representaba el 25% de la cosecha en la cuenca del Jiloca). En 1971 Puerta-Romero y Veirat sólo encontraron 184 ha de “Manyaga” (el 31% con más de 20 años), 81 ha de “Camuesa de Llobregat” (el 36% con más de 20 años) y ya no citan al cultivar “Normanda”.
'Gavatxa' está considerada incluida en las variedades locales autóctonas muy antiguas, cuyo cultivo se centraba en comarcas muy definidas. Se caracterizaban por su buena adaptación a sus ecosistemas y podrían tener interés genético en virtud de su adaptación. Se encontraban diseminadas por todas las regiones fruteras españolas, aunque eran especialmente frecuentes en la España húmeda. Estas se podían clasificar en dos subgrupos: de mesa y de sidra (aunque algunas tenían aptitud mixta).
'Gavatxa' es una variedad clasificada como de mesa; difundido su cultivo en el pasado por los viveros comerciales y cuyo cultivo en la actualidad se ha reducido a huertos familiares y jardines privados.

## Características
El manzano de la variedad 'Gavatxa' tiene un vigor entre escaso y mediano, de porte de poca altura con las ramas erguidas; hojas grandes; tubo del cáliz estrecho, pequeño, con los estambres insertos en la mitad.
La variedad de manzana 'Gavatxa' tiene un fruto de tamaño mediano; forma redondeada aplanada, con contorno generalmente regular, leve acostillamiento; piel lisa, fina; con color de fondo verde claro amarillento, importancia del sobre color bicolor, siendo el color del sobre color rojo claro rosado, siendo su reparto en mancha/rayas, presenta chapa continua que cubre una gran parte de la superficie de color rojo claro, quedando visible el color de fondo en las cavidades peduncular y calicina, y encima del sobre color rayas finas de color poco más intenso, acusa punteado abundante de puntos del color blanco, y una sensibilidad al "russeting" (pardeamiento áspero superficial que presentan algunas variedades) débil; pedúnculo corto y fino, que no sobresale de la cubeta, anchura de la cavidad peduncular media, profundidad cavidad pedúncular media, y con una importancia del "russeting" en cavidad peduncular débil; anchura de la cavidad calicina amplia, profundidad de la cavidad calicina casi inexistente, bordes ligeramente ondulados, y con importancia del "russeting" en cavidad calicina muy débil; ojo característicamente grande y abierto; sépalos cortos, puntiagudos y triangulares.
Carne de color blanca; textura consistente, con el tiempo en la maduración tiende a ser harinosa; sabor dulce, poco aromática; corazón bulbiforme; eje entreabierto; celdas medianas y cartilaginosas; semillas pequeñas ovadas.
La manzana 'Gavatxa' tiene una época de maduración y recolección tardía, madura en el otoño, entre finales de octubre y en noviembre. Tiene una buena conservación. Se usa como manzana de mesa fresca.